# Maria Eugènia Cuenca
Maria Eugènia Cuenca i Valero (Calatayud, 20 de noviembre de 1947) es una política española, consejera de la Generalidad de Cataluña y diputada al Parlamento de Cataluña y en el Congreso de los Diputados.

## Biografía
Se licenció en derecho administrativo en la Universidad de Zaragoza. Se estableció en Cataluña, donde fue miembro fundadora de Convergencia Democrática de Cataluña (CDC) en 1975. Ha sido profesora de Derecho Administrativo de la Universidad Autónoma de Barcelona de 1972 a 1982. Miembro del Colegio de Abogados de Barcelona, se ha especializado en urbanismo, medio ambiente, derecho administrativo y dictámenes administrativos constitucionales.
De 1989 a 2004 ha sido miembro de la Comisión Permanente y del Comité Ejecutivo Nacional de CDC.  También ha formado parte de la fundación Centre d'Iniciatives i Recerques Europees a la Mediterrània (CIREM) y del Patronato de la Fundación Mil·lènium y de la Junta de Amigos del Museo Nacional de Arte de Cataluña.
Fue elegida diputada por CiU por la provincia de Barcelona en las elecciones generales españolas de 1986 y 1989. Ha sido vocal de las Comisiones Mixtas de Igualdad de oportunidades de la mujer (1988-1989) y de los derechos de la mujer (1990-1992) en el Congreso de los Diputados.
De 1982 a 1986 ha sido Secretaria General de Enseñanza del Departamento de Enseñanza de la Generalidad de Cataluña (1982-1986) y Consejera de Gobernación de 1992 a 1995. Fue escogida diputada por CiU en las elecciones en el Parlamento de Cataluña de 1999 y 2003. De 1999 a 2003 fue presidenta de la Comisión de Organización y Administración de la Generalidad y Gobierno Local. De 1997 a 2000 ha formado parte del Consejo de Administración de la Corporación Catalana de Radio y Televisión y de 1999 a 2003 ha formado parte del Consejo Social de la Universidad de Barcelona.

## Obras
- Comentaris sobre l'Estatut d'autonomia de Catalunya (1990)